# Валери Цолов
Валери Константинов Цолов е български офицер, генерал-майор.

## Биография
Роден е на 26 декември 1962 г. в Ловеч. Завършва математическа гимназия в родния си град през 1980 г. През 1984 г. завършва ВНВУ „Васил Левски“ във Велико Търново радио и телевизионна техника. 
Започва военната служба като командир на свързочен взвод. От 1992 до 1994 г. е началник-щаб на свързочен батальон. През 1996 г. завършва магистърска степен по оперативно-тактическо ръководство на отбраната и въоръжените сили във Военната академия в София. От 1997 до 2000 г. е командир на свързочен батальон. Между 2000 и 2001 г. е заместник-командир по техническата част на свързочна бригада. Командир на 75-а свързочна бригада (2001 – 2002) и началник-щаб на 62-ра свързочна бригада (2002 – 2003). През 2004 г. завършва генералщабен курс „Стратегическо ръководство на отбраната“. В периода 2004 – 2008 г. е командир на 62-ра свързочна бригада. Между 2008 и 2010 г. е началник на управление „Комуникационно-информационна система“ в Съвместното оперативно командване (СОК). В периода 2010 – 2015 г. е началник на отдел „КИС“ – СКС. От 2015 до 2016 е заместник-началник на щаба на Съвместното командване на силите. 
С указ № 62 от 22 март 2016 г. е назначен на длъжността началник на щаба на Сухопътните войски и удостоен с висше офицерско звание бригаден генерал, считано от 1 април 2016 г.
На 21 април 2017 г. е освободен от длъжността началник на щаба на Сухопътните войски и назначен на длъжността заместник-командир на същите.
С указ на Президента от 17 август 2021 г. е освободен от длъжността заместник-командир на Сухопътните войски, назначен е за командир на Съвместното командване на силите и е удостоен с висше офицерско звание генерал-майор, считано от 1 септември 2021 г.
С указ № 231 от 19 декември 2023 г. генерал-майор Валери Константинов Цолов е освободен от длъжността командир на Съвместното командване на силите и от военна служба, считано от 26 декември 2023 г.
Награждаван е с Награден знак за вярна служба I степен от министъра на отбраната през 2012 г.

## Образование
- Математическа гимназия, Ловеч – до 1980 г.
- Висше народно военно училище, Велико Търново – 1980 – 1984, Радио и телевизионна техника
- Военна академия „Георги С. Раковски“ – 1994 – 1996, Оперативно-тактическо ръководство на отбраната и въоръжените сили
- Военна академия „Георги С. Раковски“ – 2003 – 2004, Стратегическо ръководство на отбраната и въоръжените сили

## Военни звания
- Лейтенант (1984)
- Старши лейтенант (1987)
- Капитан (1991)
- Майор (1996)
- Подполковник (1999)
- Полковник (2003)
- Бригаден генерал (1 април 2016)
- Генерал-майор (1 септември 2021)